# Megalophanes stettinella
Megalophanes stettinella är en fjärilsart som beskrevs av Charles Théophile Bruand d’Uzelle 1853. Megalophanes stettinella ingår i släktet Megalophanes och familjen säckspinnare. Inga underarter finns listade i Catalogue of Life.